# Ervin Maturana
Ervin Maturana (Sampues, Sucre, Colombia; 5 de octubre de 1979) es un exfutbolista colombiano. Jugaba como defensa y su último equipo fue Rionegro Águilas de Colombia.

## Clubes
| Club             | País     | Año         |
| ---------------- | -------- | ----------- |
| Unión Magdalena  | Colombia | 2001 - 2005 |
| Deportes Tolima  | Colombia | 2006        |
| Junior           | Colombia | 2007        |
| La Equidad       | Colombia | 2007        |
| Once Caldas      | Colombia | 2008 - 2009 |
| Atlético Huila   | Colombia | 2009 - 2012 |
| Itagüí F. C.     | Colombia | 2013        |
| Cúcuta Deportivo | Colombia | 2013        |
| Deportivo Pasto  | Colombia | 2014        |
| Rionegro Águilas | Colombia | 2015        |

## Palmarés

### Títulos nacionales
| Título          | Club        | País     | Año  |
| --------------- | ----------- | -------- | ---- |
| Torneo Apertura | Once Caldas | Colombia | 2009 |